# Buchenwälder und Wiesentäler bei Stünzel
Koordinaten: 50° 58′ 8″ N, 8° 22′ 47″ O
Das Naturschutzgebiet Buchenwälder und Wiesentäler bei Stünzel liegt auf dem Gebiet der Stadt Bad Berleburg im Kreis Siegen-Wittgenstein in Nordrhein-Westfalen.
Das aus vier Teilflächen bestehende etwa 453 ha große Gebiet, das im Jahr 2004 unter der Schlüsselnummer SI-088 unter Naturschutz gestellt wurde, erstreckt sich südlich der Kernstadt Bad Berleburg zu beiden Seiten der Landesstraße L 178. Westlich des Gebietes verläuft die B 62, nördlich verläuft die B 480, südlich erstreckt sich das rund 1212 ha große Naturschutzgebiet Buchenwälder und Wiesentäler Bad Laasphe und südwestlich fließt die Lahn.